# Guardia Blanca (Finlandia)

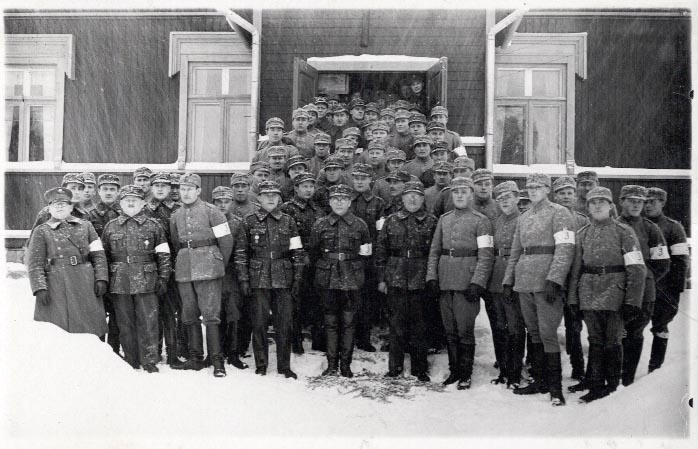
La Guardia Blanca en Seiskari en la década de 1930.

La Guardia Blanca es la traducción de la expresión finlandesa Suojeluskunta (plural: Suojeluskunnat, sueco de Finlandia: Skyddskår), que ha sido traducida con diversas acepciones como ser Guardia de Seguridad, Guardia Civil, Guardias Cívicos, Guardia Nacional, Milicia Blanca, Cuerpos de Defensa, Guardia de Protección, Cuerpos de Protección y Milicia de Protección. 
Los integrantes de esta Guardia Blanca constituyeron el cuerpo principal del exitoso Ejército Blanco durante la guerra civil finlandesa (1918), y una parte del mismo formaron las principales fuerzas del fallido golpe de Estado del Movimiento Lapua, la Rebelión de Mäntsälä (1932). 
Milicias paramilitares similares existieron en Estonia, Letonia y Lituania, es decir, en países como Finlandia que estaban bajo la soberanía rusa hasta el final de la Primera Guerra Mundial. Estas milicias permanecieron en existencia hasta la Segunda Guerra Mundial, evolucionando en parte hasta convertirse en guardias territoriales. El fenómeno debe ser diferenciado de los Freikorps creados en Alemania luego de su derrota durante la Primera Guerra Mundial, aunque existen algunas similitudes.